# Helene Bechstein
Helene Bechstein, geborene Capito (* 21. Mai 1876 in Düsseldorf; † 20. April 1951 in Berchtesgaden) war die Ehefrau des Pianofabrikanten Edwin Bechstein und eine Gönnerin und Verehrerin Adolf Hitlers.

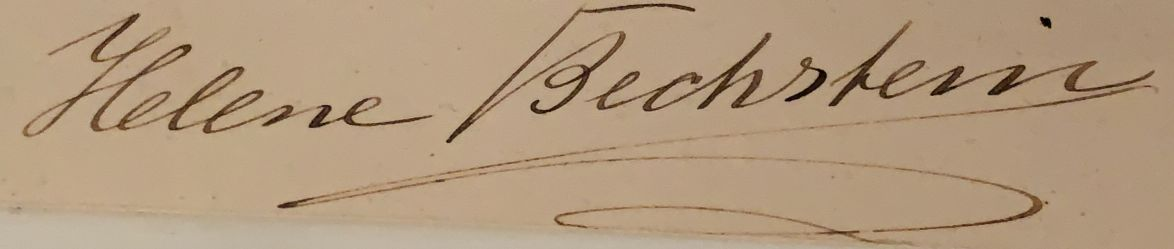
Autogramm von Helene Bechstein, Frau des Pianofortefabrikanten Edwin Bechstein

## Verehrerin Hitlers
Helene Bechstein war mit Edwin Bechstein verheiratet, einem Sohn Carl Bechsteins, der Inhaber der C. Bechstein Pianofortefabrik war. Das Paar hatte zwei Kinder: Edwin und Liselotte; sie war Winifred Wagner mütterlich verbunden. Über Dietrich Eckart lernten die Bechsteins Adolf Hitler im Juni 1921 in ihrer Berchtesgadener Villa kennen. Helene Bechstein wurde schließlich eine sehr frühe Verehrerin Hitlers. Während seiner Festungshaft 1923/1924 in Landsberg am Lech besuchte sie ihn oft und gab sich einmal auch als seine Adoptivmutter aus. Sie führte den nicht sehr stilsicheren Hitler in die bessere Gesellschaft in Berlin ein und verhalf ihm mit Hilfe von Elsa Bruckmann und Winifred Wagner zu einem neuen Image, u. a. unterrichtete sie ihn in Tischmanieren und ließ ihn neu einkleiden. In ihrem Berliner Salon wurde Hitler mit vielen einflussreichen Persönlichkeiten wie z. B. Familie von Hammerstein und General Kurt von Schleicher bekannt.
Bechstein und Hitler beschenkten sich gegenseitig, so erhielt Hitler nach eigenen Angaben von ihr einen Hund samt Hundepeitsche und sie ihrerseits von ihm angeblich das Originalmanuskript von Mein Kampf. Helene Bechstein nannte Hitler „Wölfchen“ und hätte ihn gern als Sohn gehabt. Die Bechsteins unterstützten Hitler mit großen Geldsummen und bürgten oft für hohe Kredite. Auch finanzierten sie erste Ausgaben der Parteizeitung Völkischer Beobachter. Über die Bechsteins kam Hitler auch mit dem Obersalzberg in Berührung, wo er sich 1933 ein zuvor gemietetes Haus kaufte und später den Berghof anlegen ließ.
Nach der Machtergreifung der Nationalsozialisten erhielt sie am 20. Dezember 1934 durch Hitler das Goldene Parteiabzeichen der NSDAP.
Nach der Kapitulation 1945 wurde die Firma C. Bechstein von den Alliierten in der US-Besatzungszone beschlagnahmt, ebenso Bechstein-Aktien von den Amerikanern beschlagnahmt. Erst 1951 durfte die Firma wieder mit dem Klavierbau beginnen. Helene Bechstein selbst wurde zu 60 Tagen Zwangsarbeit verurteilt und ihr wurden 30 % ihres Vermögens entzogen, weil sie als „Nazi-Aktivistin“ eingestuft wurde.
Einige Teile der Kunstwerke aus der Privatsammlung von Helene Bechstein befinden sich gegenwärtig in Russland als Teil der Beutekunst aus dem Zweiten Weltkrieg.